# Enjambement
Enjambement is het doorlopen van een zin over twee (of eventueel meer) versregels.
De mogelijke redenen om dit te doen zijn onder andere:
1. Het creëren van ongebruikelijk rijm. Zo'n enjambement dat verder geen inhoudelijke functie heeft, maar alleen een humoristisch effect beoogt, wordt ook wel een aardbeienjambement genoemd.[1]
De kat viel van de trappe,
mijn vader verkoopt aardappe-
len en uien. (Multatuli)
2. Het nadrukkelijker maken van rijm.
De bloemen, witte en geele als room en rood'
Als kindernagels en gestreepte, lood-
Blauw als een avondlucht bij windgetij. (Herman Gorter)
3. Het minder nadrukkelijk maken van rijm.
4. Omwille van het metrum of ritme.
5. Een zin kan door een enjambement niet alleen als een geheel worden gelezen, maar er worden door enjambement ook aparte versregels gecreëerd, die op zichzelf kunnen worden gelezen. Zo creëert de dichter eventuele meerdere betekenislagen.
Bijna nooit zie je een vogel in de lucht
zich bedenken, zwenken, terug. (Judith Herzberg)
6. Om meer nadruk te leggen op een woord. Woorden aan het einde of het begin van een versregel vallen meer op.
7. In het voorbeeld onder punt 5 kan de eerste versregel in principe ook als een op zichzelf staande zin worden gelezen ("Bijna nooit zie je een vogel in de lucht[.]") Als een versregel daarentegen niet op zichzelf zou kunnen staan als grammaticaal complete zin, spreekt men wel van een 'sterk' enjambement. Dit geeft een krachtig retorisch en poëtisch effect: 
In deze morgen zie ik dat de nachten
Dragend geweest zijn, van extase zwaar - (Martinus Nijhoff)